# 芒德鎮區 (明尼蘇達州羅克縣)
芒德鎮區（英語：Mound Township）是位於美國明尼蘇達州羅克縣的一個行政鎮區。

## 地方資料
芒德鎮區的面積為92.78平方千米，當中陸地面積為92.45平方千米，而水域面積為0.33平方千米。根據2020年美國人口普查的數據，當地共有人口235人，而人口密度為每平方千米2.53人。